# Ferrara di Monte Baldo
Ferrara di Monte Baldo é uma comuna italiana da região do Vêneto, província de Verona, com cerca de 183 habitantes. Estende-se por uma área de 26,91 km², tendo uma densidade populacional de 7 hab/km². Faz fronteira com Avio (TN), Brentino Belluno, Brenzone, Caprino Veronese, Malcesine, San Zeno di Montagna.

## Demografia
| Variação demográfica do município entre 1861 e 2011                               |
|                                                                                   |
| Fonte: Istituto Nazionale di Statistica (ISTAT) - Elaboração gráfica da Wikipedia |